# Pedro Brolo
Pedro Brolo Vila (Ciudad de Guatemala, 3 de febrero de 1981) es un administrador de empresas, diplomático y político guatemalteco. Fue el Ministro de Relaciones Exteriores de Guatemala desde el 14 de enero de 2020 hasta el 31 de enero de 2022, sucedió en el cargo a Sandra Jovel y fue el primer canciller durante el gobierno de Alejandro Giammattei.
Fue nombrado por el presidente electo Alejandro Giammattei para ocupar la cancillería guatemalteca. Anteriormente, había candidato a alcalde de la Ciudad de Guatemala en las elecciones municipales de junio de 2019,  sin embargo, obtuvo el quinto puesto con 9.449 votos y el 2.2% de los votos.

## Biografía
Brolo es un empresario y administrador de empresas. Tiene una especialización en derechos humanos, cambio climático y políticas públicas. También tiene una especialización en Administración Empresarial y una maestría en Análisis y Administración de Fiabilidad.
Brolo laboró como Jefe Financiero de la Organización de Estados Americanos en Guatemala y asesor en las oficinas de la Organización de Estados Americanos de Ecuador y Honduras. Brolo también fue nombrado  Delegado para la Comisión de Verdad en Honduras, y ha trabajado en el Congreso de la República de Guatemala como analista político.

### Candidato a alcalde de la ciudad de Guatemala
Fue proclamado candidato para alcalde de la Ciudad de Guatemala por el partido Vamos en marzo de 2019, no obstante, en las elecciones municipales de junio de 2019, el alcalde incumbente Ricardo Quiñónez Lemus del Partido Unionista ganó la elección. Brolo fue derrotado y obtuvo el quinto puesto con más de 9.400 votos y 2.2% de los votos.

### Ministro de Relaciones Exteriores
El presidente electo Alejandro Giammattei nombró a Brolo como  Ministro de Relaciones Exteriores y declaró que «Brolo será el Ministro de Relaciones Exteriores más joven en la historia de Guatemala.» Sin embargo, este dato es incorrecto, ya que el canciller más joven en asumir el puesto fue Guillermo Toriello Garrido, que fue nombrado por el presidente Juan José Arévalo el 15 de marzo de 1945 y en ese momento tenía 33 años de edad.
Asumió el cargo el 14 de enero de 2020, siendo ascendido al rango de Embajador para ostentar el cargo. 